# Dorotea
Dorotea este un oraș în Suedia.

## Demografie
| \| Evoluția demografică a zonei urbane Dorotea, 1970–2015 \| Evoluția demografică a zonei urbane Dorotea, 1970–2015 \| Evoluția demografică a zonei urbane Dorotea, 1970–2015 \| Evoluția demografică a zonei urbane Dorotea, 1970–2015 \| Evoluția demografică a zonei urbane Dorotea, 1970–2015 \| \| --------------------------------------------------------------------------------------- \| ------------------------------------------------------ \| ------------------------------------------------------ \| ------------------------------------------------------ \| ------------------------------------------------------ \| \| An \| \| \| Locuitori \| \| \| 1970 \| 1970 \| \| 1.480 \| 1.480 \| \| 1975 \| 1975 \| \| 1.594 \| 1.594 \| \| 1980 \| 1980 \| \| 1.730 \| 1.730 \| \| 1990 \| 1990 \| \| 1.825 \| 1.825 \| \| 1995 \| 1995 \| \| 1.804 \| 1.804 \| \| 2000 \| 2000 \| \| 1.640 \| 1.640 \| \| 2005 \| 2005 \| \| 1.571 \| 1.571 \| \| 2010 \| 2010 \| \| 1.543 \| 1.543 \| \| 2015 \| 2015 \| \| 1.491 \| 1.491 \| \| Sursa: SCB - Statistika Centralbyrån, Folkmängden per tätort. Vart femte år 1960 - 2016 \| \| \| \| \| |      |  |           |       |
| Evoluția demografică a zonei urbane Dorotea, 1970–2015 |      |  |           |       |
| An |      |  | Locuitori |       |
| 1970 | 1970 |  | 1.480     | 1.480 |
| 1975 | 1975 |  | 1.594     | 1.594 |
| 1980 | 1980 |  | 1.730     | 1.730 |
| 1990 | 1990 |  | 1.825     | 1.825 |
| 1995 | 1995 |  | 1.804     | 1.804 |
| 2000 | 2000 |  | 1.640     | 1.640 |
| 2005 | 2005 |  | 1.571     | 1.571 |
| 2010 | 2010 |  | 1.543     | 1.543 |
| 2015 | 2015 |  | 1.491     | 1.491 |
| Sursa: SCB - Statistika Centralbyrån, Folkmängden per tätort. Vart femte år 1960 - 2016 |      |  |           |       |